# Tappan, New York
Tappan är en så kallad census-designated place i kommunen Orangetown i Rockland County i delstaten New York. Vid 2010 års folkräkning hade Tappan 6 613 invånare.
John André avrättades som spion genom hängning i Tappan den 2 oktober 1780 och Gilbert du Motier, markis av Lafayette närvarade vid avrättningen.